# Nowy Rozdół
Nowy Rozdół (ukr. Новий Розділ, Nowyj Rozdił) – miasto na Ukrainie, w rejonie lwowskim, najmłodsze miasto w obwodzie lwowskim. Położone jest w północnej części rejonu stryjskiego.
Powstało w 1953 roku w związku z rozpoczęciem eksploatacji dużych pokładów siarki koło starego osiedla Rozdół. Miasto posiada własny herb i flagę.
W mieście rozwinął się przemysł chemiczny oraz materiałów budowlanych.

## Geografia
Nowy Rozdół położony jest na lewobrzeżnym zboczu rzeki Dniestr na wysokości 290 m nad poziomem morza, na styku Opola oraz kotliny Przedkarpackiej. Poprzez Nowy Rozdół przebiega droga Mikołajów - Chodorów. Do drogi Lwów – Stryj jest 15 kilometrów. Odległość do Lwowa wynosi 54 km, natomiast do Mikołajowa (centrum administracyjne rejonu mikołajowskiego) – 19 km, do Chodorowa – 18 km, do Żydaczowa – 27 km. W roku 1958 do Nowego Rozdołu dotarła linia kolejowa, która w ten sposób połączyła miasto z Chodorowem. Linia ta służy głównie do przewozów towarowych.
Klimat jest umiarkowany. Średnia temperatura roczna stanowi +7,6 stopni Celsjusza, temperatura w lipcu: +18 stopni Celsjusza. Średnioroczna ilość opadów w ciągu ostatnich 50 lat wynosi 683 mm, wysokość śniegowego pokrycia w zimie – 10–12 cm, jego trwałość – 60–80 dni. Wiatry przeważnie z kierunku zachodniego i południowo-zachodniego, ciśnienie atmosferyczne: 725–740 mm słupka rtęci.

## Historia
Miasto powstało na gruntach dawnej wsi Malechów. Geologowie znaleźli tu pokłady siarki – jedne z największych w Europie. Naturalna siarka przedkarpackiego rejonu jest typu osadowego. Leży ona pod powierzchnią gruntu na głębokości 35–130 m, co stwarza bardzo dobre warunki do wydobycia sposobem odkrywkowym, którego efektywność ekonomiczna jest 4–6 razy wyższa od sposobu kopalnianego. Średnia grubość pokładów siarki – 13 m, maksymalna grubość – 30 m.
Biorąc pod uwagę fakt, że siarka jest strategicznym surowcem dla przemysłu chemicznego i wojskowego, w 1952 roku Ministerstwo Przemysłu Chemicznego podjęło decyzję o budowie tu dużych zakładów chemicznych oraz osiedla dla robotników.
Gazeta "Izwestia" 5 listopada 1958 roku informowała: "Dzisiaj, 4 listopada, w nocy zakłady chemiczne i robotnicze osiedle chemików obiegła ekscytująca wiadomość o tym, że w zakładzie siarki przeprowadzono pierwsze wytapianie. Produkcja siarki z Rozdołu się rozpoczęła!". Nastąpił szybki rozrost osiedla i rozwój produkcji, uwarunkowany olbrzymimi zasobami surowca chemicznego, zwiększającym się zapotrzebowaniem na nie państwa oraz wolnymi zasobami ludzkimi w przyległych miejscowościach.
W roku 1959 Prezydium Rady Najwyższej Ukraińskiej Socjalistycznej Republiki Radzieckiej wydał dekret, zgodnie z którym Nowy Rozdół zaliczono do kategorii osiedla typu miejskiego.
W roku 1960 Rada Ministrów ZSRR przyjęła uchwałę nr 315 o podwajaniu potęgi górniczo-chemicznych zakładów w Rozdole, a 24.06.1963 r. Dział Państwowego Planowania ZSRR podjął decyzję o dalszym zwiększeniu produkcji.
Na początku lat 90. ubiegłego stulecia liczba zakładów przemysłu chemicznego została zmniejszona, a w następnych kilku latach produkcję siarki całkowicie zaprzestano.
W roku 1963 Prezydium Rady Najwyższej Ukraińskiej Socjalistycznej Republiki Radzieckiej wydał dekret, zgodnie z którym Nowy Rozdół podniesiono do kategorii miast rejonowego znaczenia, a w grudniu 2002 r. Rada Najwyższa Ukrainy nadała Nowemu Rozdołowi status miasta obwodowego znaczenia.
W wyniku intensywnego i mniej więcej planowego rozwoju wszystkich czynników miastotwórczych, Nowy Rozdół w ciągu swego 50-letniego istnienia stał się jednym z przemysłowych oraz kulturowych ośrodków w obwodzie lwowskim. Mieszczą się tu przedsiębiorstwa przemysłu chemicznego, spożywczego i lekkiego, budowy maszyn i obróbki metalu, produkcji materiałów budowlanych oraz firmy budowlane.
Bardzo ważnym czynnikiem rozwoju gospodarki miasta stały się prywatne przedsiębiorstwa, w których zatrudnionych jest około 1000 osób. Również bardzo istotnymi i stabilizującymi dla socjalno-gospodarczej sfery miasta są liczne instytucje finansowane z budżetu państwa takie jak ośrodki szkolnictwa, zdrowia, kultury itp.
Miasto Nowy Rozdół posiada bardzo rozwiniętą infrastrukturę. Fond Mieszkaniowy nalicza 650 budynków od jednopiętrowych do dziewięciopiętrowych, będących własnością municypalną oraz prywatną, włącznie z 8786 mieszkaniami, o ogólnej powierzchni mieszkalnej 456 000 metrów kwadratowych.
Do roku 1996 Fond Mieszkaniowy był własnością kilku przedsiębiorstw. Zgodnie z uchwałą Rady Ministrów Ukrainy w 1995 r. Fond Mieszkaniowy oraz wszystkie obiekty sfery społeczno-bytowej zostały oddane na własność miasta. Obsługują go dwie potężne organizacje: Urząd Mieszkaniowy-Komunalny (liczba pracowników – 277 osób) oraz SA "Energia–Nowyj Rozdił".
System szkolnictwa to: gimnazjum, pięć szkół średnich (łącznie ponad 5 tysięcy uczniów), technikum politechniczne (600 studentów), szkoła techniczno-zawodowa i liceum zawodowe, które przygotowują kadry w zakresie budownictwa, budowy maszyn, krawiectwa oraz pracowników w sferze obsługi (ogólna liczba studentów 1300 osób). W mieście są również dwie filie ośrodków szkolnictwa wyższego.
W mieście działa szkoła sztuki pięknej, w której uczy się ponad 200 uczniów, miejski ośrodek dziecięcej i młodzieńczej twórczości (400 dzieci) oraz dziecięco-młodzieńcza szkoła sportowa, w której uczy się około 200 osób.
Miejska sieć ośrodków ochrony zdrowia składa się z miejskiego szpitala (265 łóżek), przychodni (800 wizyt na zmianę), stacji pogotowia ratunkowego oraz 9 aptek.
W mieście działa komenda policji, samodzielna państwowa straż pożarna No 19, miejskie centrum karier, miejska gazeta ŤWisnyk Rozdillať, stacja telewizyjno-radiowa, biura prawnicze i notarialne, ogrodowe i garażowe stowarzyszenia, organizacje pozarządowe i polityczne.
Miejska sieć oświatowo-kulturowa jest bardzo rozwinięta, tu aktywnie działają Pałac Kultury Unisť, Dom Narodowy, Młodzieżowy ośrodek ŤLilejať, cztery biblioteki dla dorosłych i jedna dla dzieci. Zespół tańca "Weselka", narodowy chór "Dnistriany", zespół narodowy "Dżereło", chór "Oranta" oraz inne zespoły amatorskie. Wiele z nich jest już znana poza granicami obwodu lwowskiego.
W mieście jest stadion na 15 tysięcy miejsc, pływalnia (obecnie nieczynna).
Prawdziwą dumą miasta jest zespół karateków, w skład którego wchodzą zwycięzcy mistrzostw Europy i świata.
Ozdobą miasta są pomniki Tarasa Szewczenki, partyzantów Ukraińskiej Armii Powstańczej, żołnierzy zaginionych w czasie drugiej wojny światowej, zaginionych lotników, Wieczny Ogień, popiersie Szewczenki oraz popiersie zaginionego starszego lejtnanta Jakymiwa. Przy wejściu do stadionu można zobaczyć jego oryginalną ozdobę - piłkę.
Z obiektów obsługi publicznej należy wyodrębnić hotel na 203 miejsca, 12 salonów fryzjerskich, łaźnię, przedsiębiorstwa szycia odzieży. W mieście funkcjonuje rynek na 350 miejsc oraz miejski centrum handlowe na 250 roboczych miejsc. W mieście są różne religijne stowarzyszenia: Ukraińska Autokefaliczna Cerkiew Prawosławna, Ukraińska Cerkiew Greckokatolicka, Cerkiew Ewangelickich Chrześcijan Baptystów, Świadkowie Jehowy (trzy zbory). Przedłuża się budowa trzech chramów: greckokatolickiego, prawosławnego oraz cerkwi ewangelickiej chrześcijan baptystów. Od czasów założenia miasta nigdy nie było żadnych konfliktów i walk na gruncie religijnym.
Ludność miasta nadal pozostaje młoda i ma stabilną perspektywę wzrostu liczby ludności. W odróżnieniu od innych miast, sytuacja demograficzna w Nowym Rozdole jest pozytywna. Naturalny przyrost ludności w roku 2005 stanowił 58 osób. Bezpośrednia komunikacja samochodowa łączy miasto z jego centrum obwodowym Lwowem, innymi miejscowościami obwodów lwowskiego, tarnopolskiego, iwanofrankowskiego, wołyńskiego oraz Polską. Nowy Rozdół ma kilka miast partnerskich za granicą – Solniecznogorsk (Rosja), Police (Polska), Pasewalk (Niemcy).

## Pobliskie miejscowości
- Stryj (miasto)

## Miasta partnerskie
- Solniecznogorsk
- Police
- Pasewalk